# Книжка (орган)
Вижте пояснителната страница за други значения на книжка.
Книжка (на латински: omasum) се нарича третото предстомашие на многокамерния стомах при преживните животни. Тя служи за резорбция на течностите от обработената храна в предните две предстомашия.

## Структура
Книжката е торба с кълбовидна форма. Разположена е над мрежата като допира и диафграгмата, черния дроб и жлъчния мехур. Лигавицата на органа образува множество вроговени папили. Най-характерното за книжката е големият брой различно високи, паралелно разположени, надлъжни листовидни или плочковидни гънки или лестове наречени laminae omasi. Листовете имат мускулни влакна и са подвижни. Те обуславят голямата повърхност на лигавицата в този орган. Това благоприятства резорбцията на течностите от хранителното съдържание. Листовете са и причината органа да се нарича книжка. При срез те наподобяват листите на книга долепени успоредно един до друг.